# 高津村
高津村（たかつむら）は、愛媛県新居郡にあった村。

## 地理
- 河川: 国領川

## 沿革
- 1889年（明治22年）12月15日 - 町村制施行に伴い宇高村と沢津村が合併して新居郡高津村が成立。
- 1937年（昭和12年）11月3日 - 新居浜町、金子村と合併して新居浜市となる。

## 村長
- 小野寅吉（1908年 - 1928年）

## 地域
合併成立前の旧2箇村がそのまま大字となった。
宇高（うたか），沢津（さわづ）
役場は当初宇高に置かれていたが、昭和期に沢津へ移転した。